# Iglesia de San Francisco (Melbourne)
La iglesia de San Francisco (del inglés St Francis' Church) es la más antigua iglesia católica en Victoria, Australia. Localizada en la esquina de las calles Lonsdale y Elizabeth, es uno de los tres edificios construidos en Melbourne antes de la fiebre del oro de Victoria.

## Historia
La iglesia fue iniciada el 4 de octubre de 1841, en la fiesta de san Francisco de Asís, santo patrono de la iglesia. Encargada por Patrick Geoghegan, el primer sacerdote católico en el distrito de Port Phillip (Port Phillip District) de Nueva Gales del Sur, que se convirtió en Victoria en 1851. En 1847 fue creada la diócesis de Melbourne con James Alipius Goold como su obispo, por lo que la iglesia se convirtió en catedral, título que conservó hasta que la cátedra fue trasladada a la catedral de san Patricio, cuando aún no había sido terminada.
Debido a su ubicación en el centro de la ciudad, la iglesia no ha perdido su importancia como una de las iglesias católicas más populares y utilizadas de la ciudad; y desde 1929 ha sido un Centro de Vida Eucarística en el cuidado de la Congregación del Santísimo Sacramento. Se la hecho objeto de varias modificaciones, incluyendo la adición de una torre, donada por la familia Grollo para que incluyera la campana original, importada desde Dublín en 1853; pero esencialmente todavía es la iglesia construida siguiendo los diseños originales de Samuel Jackson.